# Saarländische Volkspartei
Die Saarländische Volkspartei (SVP) war eine saarländische Regionalpartei. Sie entstand 1960 als erneute Abspaltung der Christlichen Volkspartei (CVP), die 1959 mit der CDU Saar in der CDU Deutschlands aufgegangen war. Die Gegnerschaft weiter Teile der beiden Parteien rührte aus der Zeit des Abstimmungskampfes über ein europäisches Saarstatut im Jahre 1955 her, in dem die CDU Saar die Ablehnung des Status, die CVP die Annahme propagiert hatte. Der Abstimmungskampf war mit außerordentlicher Härte und vielfältigen persönlichen Attacken geführt worden, einer Beobachtermission der Westeuropäischen Union (WEU) war eine Aufrechterhaltung eines geordneten Abstimmungskampfes nur mit Mühe gelungen. Nach der Abstimmung hatte die WEU einen außerordentlichen Gerichtshof an der Saar eingerichtet, der mehrfach von den ehemaligen Gegnern in Anspruch genommen wurde. 
Mit dem Oktober-Referendum sprach sich die saarländische Bevölkerung gegen das Europäische Saarstatut aus. Noch in der Nacht des 23. Oktober 1955 trat die bisherige CVP-dominierte Regierung Hoffmann zurück. Kurz danach wurde Hubert Ney (CDU Saar) Ministerpräsident. 
Nach mehrfach erfolglosen Vermittlungsbemühungen der Bundes-CDU kam es 1959 zur Fusion der CVP, die sich in einem ersten Schritt bereits zu einem Landesverband der CSU erklärt hatte, mit der CDU Saar. Gegner dieser Fusion waren u. a. auf Seiten der CVP der ehemalige Finanzminister des Saarlandes, Erwin Müller, der mit einigen Anhängern die SVP gründete, und auf Seiten der CDU-Saar der ehemalige Ministerpräsident des Saarlandes, Hubert Ney, der gemeinsam mit einigen ehemaligen CDU-Saar-Getreuen die Christlich-Nationale Gemeinschaft (CNG) gründete. Die SVP konnte bei den Kommunalwahlen im Mai 1960 etwa die Hälfte der ehemaligen CVP-Stimmen auf sich vereinigen und erreichte auch bei der Landtagswahl 1960 mit 11,4 % der Stimmen und 6 Mandaten den Einzug ins Landesparlament, dagegen scheiterte die CNG mit 2,6 % an der Fünf-Prozent-Hürde und blieb bedeutungslos. Die SVP wurde Oppositionspartei, Fraktionsvorsitzender war Erwin Müller.
Im Juli 1965 fusionierte die SVP mit der Zentrumspartei zur CVP und trat unter dieser Bezeichnung zur Bundestagswahl 1965 an, erreichte bundesweit aber nur 0,1 % der Stimmen (im Saarland 1,4), woraufhin das Zentrum die gemeinsame Partei wieder verließ. Bei der Landtagswahl 1965 erhielt die im Saarland als SVP/CVP auftretende Partei nur noch 5,2 % der Stimmen und zwei Sitze; die beiden verbliebenen Landtagsabgeordneten, darunter Erwin Müller, schlossen sich der CDU-Fraktion an. 1968 starb Müller, der für ihn nachrückende Abgeordnete schloss sich zunächst der SPD-, dann der FDP/DPS-Fraktion an. Letztmals in Parlamente gewählt wurde die Partei bei den Kommunalwahlen im Saarland 1968, wo sie zwar keine Kreistagsmandate, aber noch 31 Sitze in Gemeinderäten erreichte. Die SVP/CVP sackte bei der Landtagswahl 1970 auf 0,9 % der Stimmen ab und verschwand danach völlig von der politischen Bühne. Ein Auflösungsdatum ist nicht bekannt.